# Karl Wilhelm Ludwig Müller
Karl Wilhelm Ludwig Müller o Carl Müller (latinizado Carlus Müller, Carolus Mullerus o Carolo Mullero; Reino de Hannover, 1813-Gotinga, 1894), fue un filólogo helenista conocido por sus ediciones de textos en griego antiguo y sus traducciones al latín (aún lengua científica de la época en ciertas materias). Fue también paleógrafo, historiador, geógrafo y trabajó en cartografía antigua.

## Biografía
Karl Müller y su hermano, el filólogo Theodor Müller, provenían de una familia de comerciantes. Cursaron estudios en la Universidad de Göttingen, pero solo Theodor tendrá un cargo universitario. Karl permaneció en París entre 1840 y 1869, trabajando como investigador independiente para ediciones en inglés y francés. Para consultar manuscritos viajó a España (El Escorial), Roma, Londres y Constantinopla.

## Principales actividades científicas
Considerado como uno de los representantes de la “filología alemana en Francia” en el siglo XIX, Müller es aún conocido por su edición de los pequeños geógrafos griegos de la antigüedad: los Geographi Graeci minores (abreviado: GGM) y por la calidad general de su crítica textual).
Los volúmenes fueron publicados entre 1855 y 1861 en la colección Scriptorum graecorum biblioteca dirigida por Johann Friedrich Dübner, en la editora de Ambroise Firmin-Didot.
Para la misma colección, coordinó y preparó la mayor parte de la serie “Fragmenta historicorum graecorum” (Fragmentos de historiadores griegos), entre 1841 y 1870. Estos volúmenes fueron utilizados para modelar la última colección iniciada por Félix Jacoby: Fragmente der griechischen Historiker.
Hizo un primer volumen de cartas (Tabulae, tablas) a partir de estas fuentes antiguas en 1855, pero continuó trabajando en el GGM. Su obra cartográfica de síntesis de los conocimientos arqueológicos y filológicos continuó con una contribución (cerca de 50 documentos) en un Atlas de la geografía antigua publicado entre 1872 y 1874 por John Murray, Londres.
A la muerte de Dübner, en 1867, Müller tomó su lugar y fue nombrado director de la colección por Fermin-Didot. Sin embargo, un resurgimiento nacionalista (el bizantinista Emmanuel Miller calificó a Didot de “antifrancés” en 1867), y quizás el agotamiento del proyecto editorial (Firmin-Didot murió en 1876) hizo que algunos volúmenes se publicaran después de la guerra de 1870. Desde 1869, Müller parece haber residido principalmente en Hannover o Göttingen. La edición póstuma de su Geografía de Ptolomeo se publicó en parte entre 1883 y 1901. A pesar de que comprende los libros 1 a 5 solamente (faltan del 6 al 8), también ha sido largo tiempo edición de referencia. Estos volúmenes contienen asimismo el estema de 22 manuscritos (pero no los más antiguos de ellos, considerados luego como arquetipos: el MS Vaticanus Urbinas Gr. 82, luego perdido, y el Seragliensis GI 57 de Estambul), y un corpus de 36 cartas.

## Textos, traducciones, cartas y colaboraciones
- Fragmenta historicorum graecorum, ed. griega y trad. latina por Karl Müller, Theodor Müller y Victor Langlois, París, 1841-1870,[10] 5 vol.

Fragmenta historicorum graecorum Vol. 1
Fragmenta historicorum graecorum Vol. 2
Fragmenta historicorum graecorum Vol. 3
Fragmenta historicorum graecorum Vol. 4
Fragmenta historicorum graecorum Vol. 5 – Parte 2
- Diodoro Sículo, Diodori Siculi Bibliothecae historicae quae supersunt, ed. griega y trad. latina por Ludwig Dindorf y Karl Müller, París, 1842-1844, 2 vol. (Scriptorum graecorum bibliotheca, 17 y 21).
- Heródoto, Herodoti Historiarum libri IX, ed. griega y trad. latina por Karl Wilhelm Dindorf (1802-1883) y Karl Müller, París, 1844 (Scriptorum Graecorum bibliotheca, 22) ; reedic. 1858 y 1877.
- The history of Herodotus : A new English version, trad. al inglés por George Rawlinson. Londres, 1858. La cartografía de la obra pertenece a Karl Müller.

The history of Herodotus. A new English version, Vol. 1
The history of Herodotus. A new English version, Vol. 2
The history of Herodotus. A new English version, Vol. 3
The history of Herodotus. A new English version, Vol. 4
- Flavio Arriano, Arriani Anabasis et Indica: Scriptores rerum Alexandri Magni, éd. griega y trad. latina por Jean-Frédéric Dübner y Karl Müller, París, 1846 (Scriptorum graecorum bibliotheca, 25) ; repr. Chicago, 1979; ISBN 0-89005-273-5.

- Oradores áticos, Oratores Attici, Vol. 1, Oratores Attici, Vol. 2 , ed. griega y trad. latina por Johann Georg Baiter, Ernst Anton Julius Ahrens y Karl Müller, París, 1846-1854, 2 vol. (Scriptorum Graecorum bibliotheca, 27 et 43)

- Flavio Josefo, Flavii Josephi Opera – Vol. 1, Flavii Josephi Opera –Vol. 2 éd. griega y trad. latina por Wilhelm Dindorf, Jean-Frédéric Dübner, Karl Müller y Theodor Müller, París, 1945-1847, 2 vol. (Scriptorum Graecorum bibliotheca, 23 et 32)

- Estrabón, Strabonis Geographica: graece cum versione reficta – Vol. 1, Strabonis Geographica: graece cum versione reficta – Vol. 2 éd. griega y trad. latina por Karl Müller y Jean-Frédéric Dübner, París, 1853-1858 [?], 2 vol. (Scriptorum Graecorum bibliotheca, 41)

- Geógrafos griegos menores

Müller, Karl (1855).  Ambrosio Firmin Didot, ed. Geographi Graeci Minores - Volumen 1 (en latin) (1ª edición). París. Consultado el 17 de febrero de 2010.
Müller, Karl (1861).  Ambrosio Firmin Didot, ed. Geographi Graeci Minores - Volumen 2 (en latín) (1ª edición). París. Consultado el 17 de febrero de 2010.
- Müller, Karl (1855). Geographi Graeci minores: tabulae in Geographos graecos minores instructae, pars prima (en latín). París. ISBN 3487092204. Consultado el 14 de marzo de 2010.; (Scriptorum graecorum bibliotheca, 45). Comprende el primer tomo del Atlas con 29 mapas. El juego no se editó hasta 1872-1874: An atlas of ancient geography, biblical & classical: To illustrate the Dictionary of the Bible and the classical dictionaries

- Ptolomeo; Rapports sur les manuscrits de la géographie de Ptolémée; Charles Müller, [1866], en Archives des missions scientifiques et littéraires, 2e sér., 4, París, 1867, p. 279-298.

- Claudii Ptolemaei geographia (Libros 1 a 5), ed. griega y trad. latina por Karl Müller y posteriormente por Curt Theodor Fischer, París, 1883-1901, 2 vol. (Scriptorum Graecorum bibliotheca, 65 et 68). El Vol. I-1 abarca los libros 1 a 3; el Vol. I-2 los libros 4 y 5. El Vol. II, con los libros 6 a 8, no fue publicado.

- Claudii Ptolemaei Geographia. Tabulae XXXVI a Carolo Mullero instructae, París, 1901. Contiene 36 mapas póstumos de Müller.